# Mortorps kyrka
Mortorps  kyrka är en kyrkobyggnad i Mortorp och tillhör Växjö stift. Liksom sin medeltida föregångare har den varit sockenkyrka i Mortorps socken, nu är den församlingskyrka i Karlslunda-Mortorps församling.

## Kyrkobyggnaden
Mortorps första kyrka byggdes av allt att döma i 1200-talets mitt. Under följande århundraden har den förändrats genom renoveringar och tillbyggen, vilket fått till följd att spåren av medeltid är ytterst få. Kanske kan det konsekrationskors som påträffats vid renoveringen 1988-89 på kyrkorummets västra mur, sprida lite ljus över dess medeltida ursprung. Korset som daterats till 1400-talet har med all sannolikhet tillkommit vid en kyrkoinvigning efter en ombyggnad under medeltiden. Enligt medeltida tradition skulle tolv kors, lika med apostlarnas antal, tecknas i kyrkorummet när detta togs i bruk. Om långhusets murar har medeltida anor, så har det rakslutna koret förmodligen tillkommet under 1600-talet. Sakristian som först legat i söder flyttades 1791 till norra sidan. Det nuvarande vapenhuset uppfördes så sent som 1988-89. Interiören präglas av olika stilarter med dominans av rokoko. Taket i kyrkorummet blev vid restaureringen 1988-89 prytt med kopierad  1800-tals dekor.
Kyrkans som är tornlös har en klockstapeln belägen sydväst om kyrkan. Den uppfördes 1737 och har två klockor. Äldst är Lilla klockan som göts 1659 och den Stora klockan göts 1710.

## Inventarier
- Medeltida primklocka i koret.
- Altartavlan utgörs av en Golgatascen ur ett senmedeltida altarskåp. Tavlan omramas av en altaruppställning från 1765 i rokoko bestående av två sidopelare och rundformat överstycke krönt med en strålsol.
- Predikstolen i rokoko är tillverkad av Anders Georg Wadsten 1796. Dess uppgång är från sakristian. Ljudtaket har formen av en krona.
- Golvur från 1700-talets tidigare hälft.
- Bänkindelningen tillkom under 1600-talet.
- Orgelläktaren byggdes 1741. Läktarbarriären är prydd med tolv tavlor med målningar som föreställer Jesus och elva av hans tolv apostlar.

## Bildgalleri

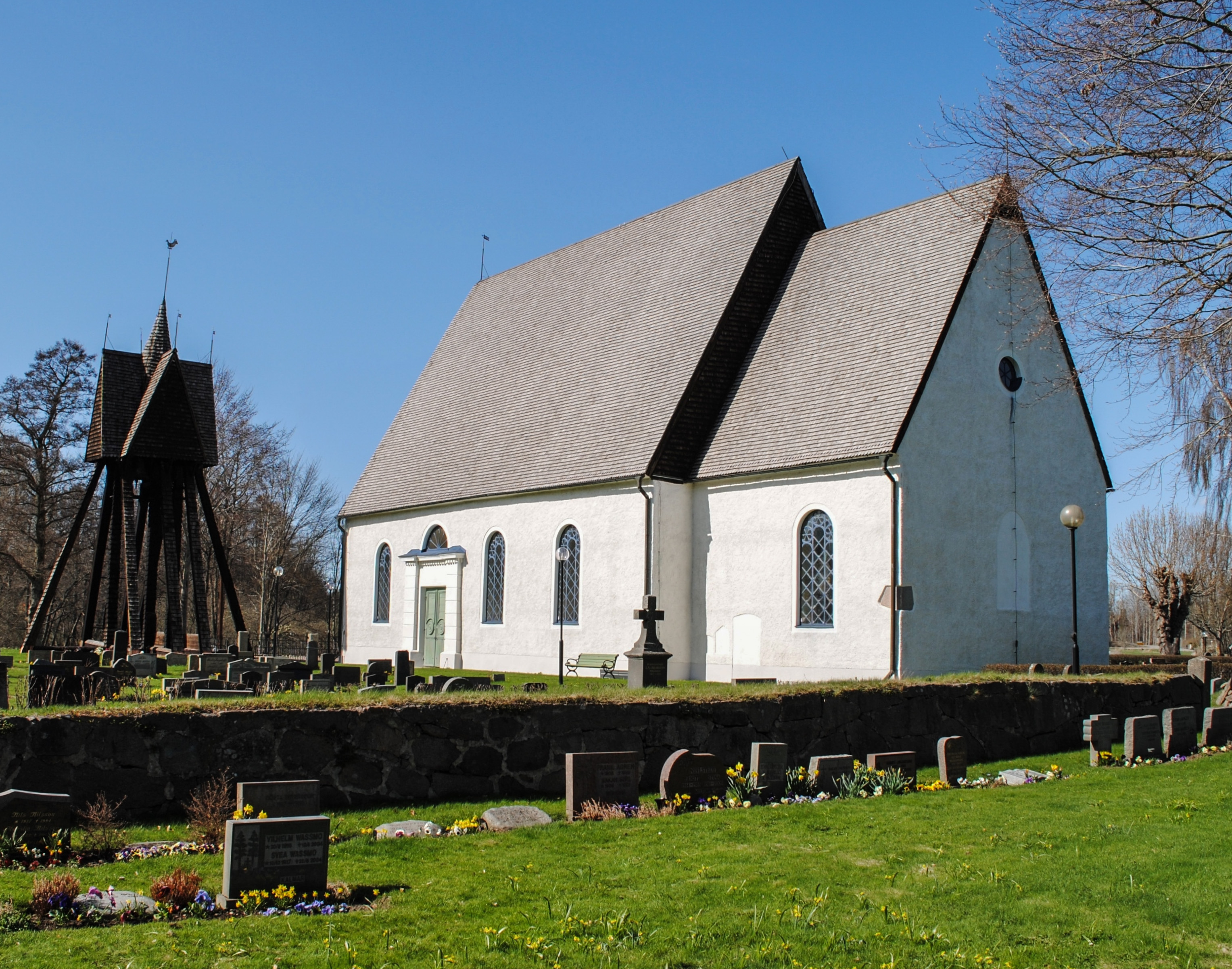
Kyrkan från sydöst
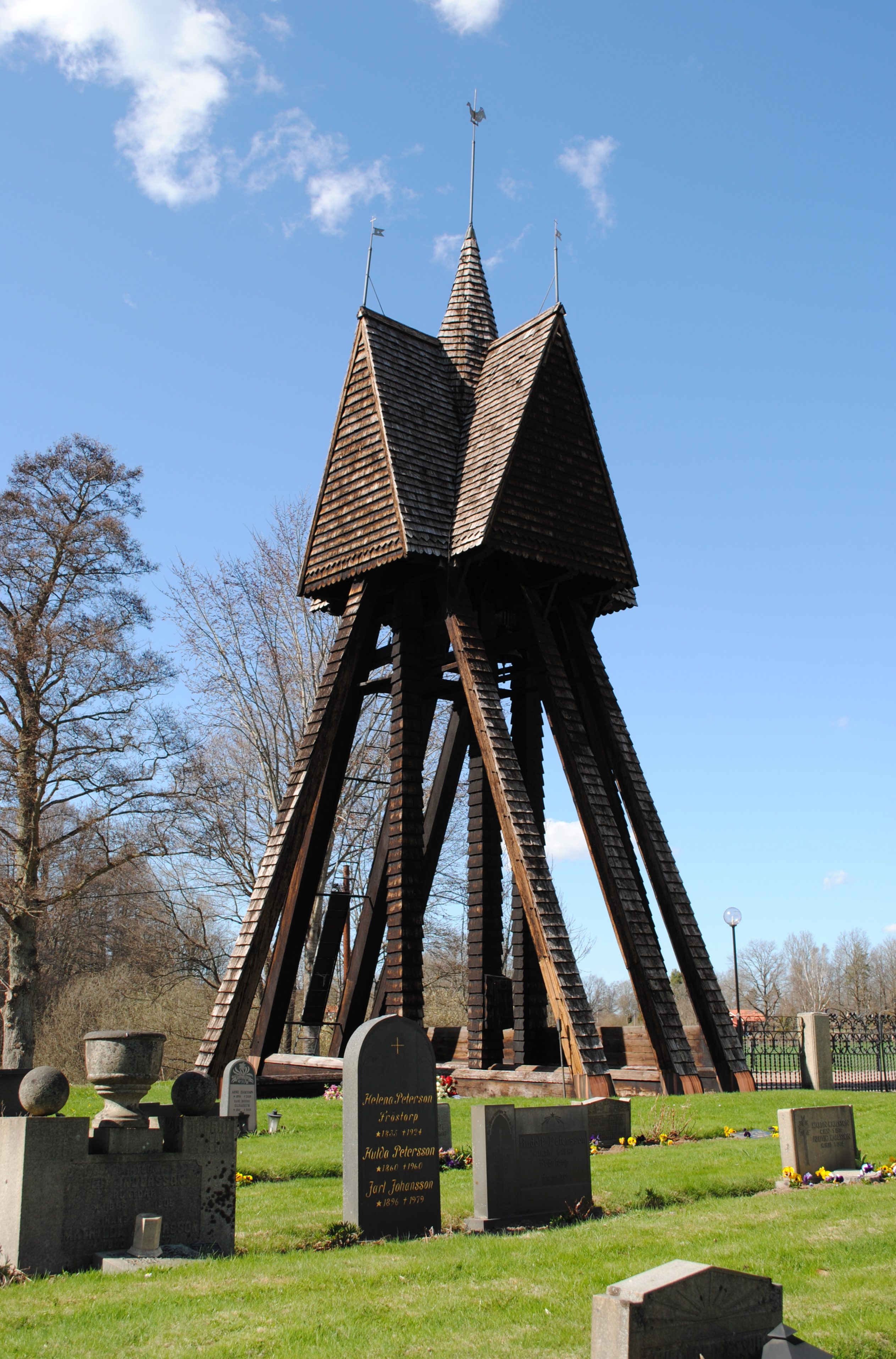
Klockstapeln
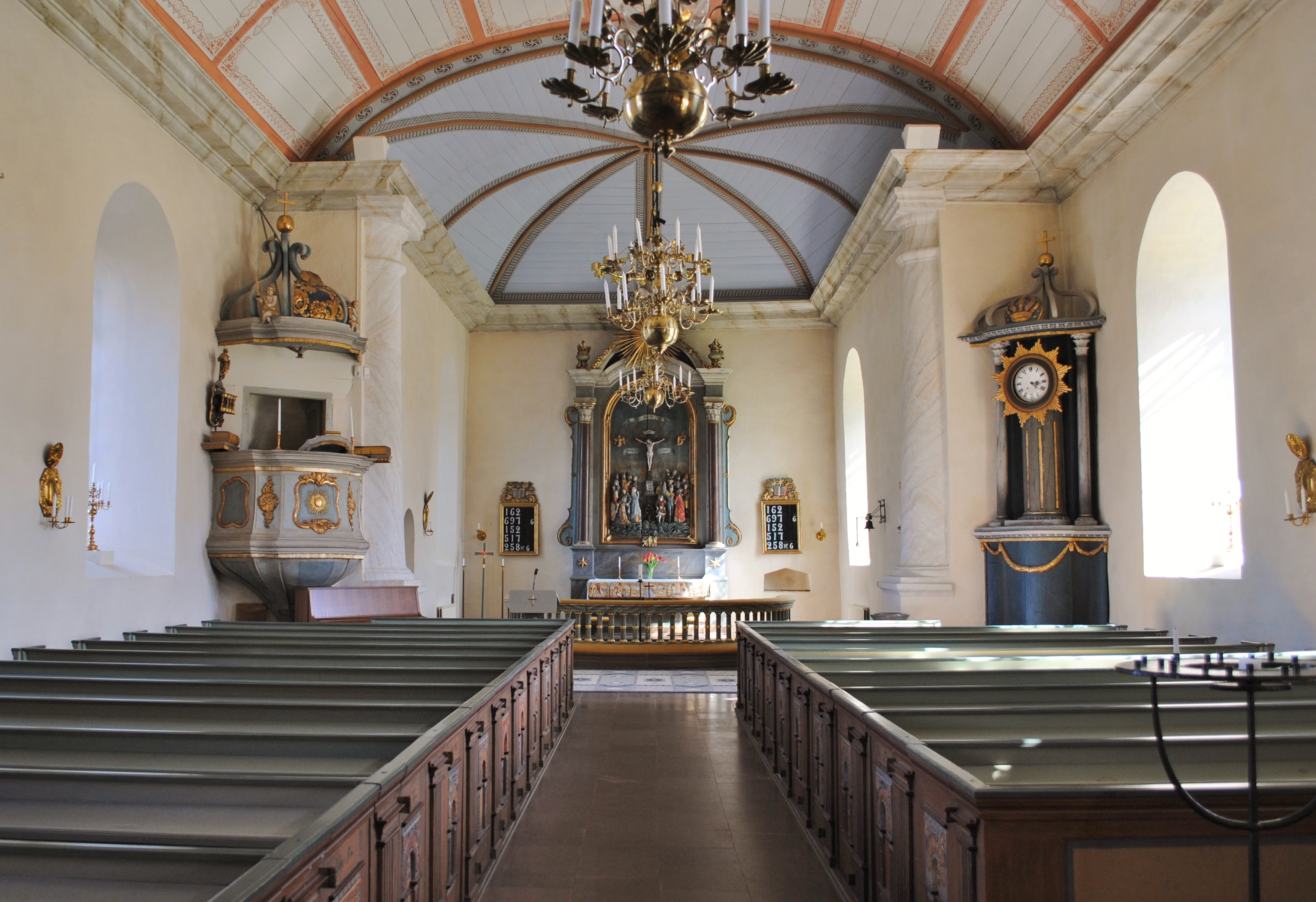
Interiör mot öster
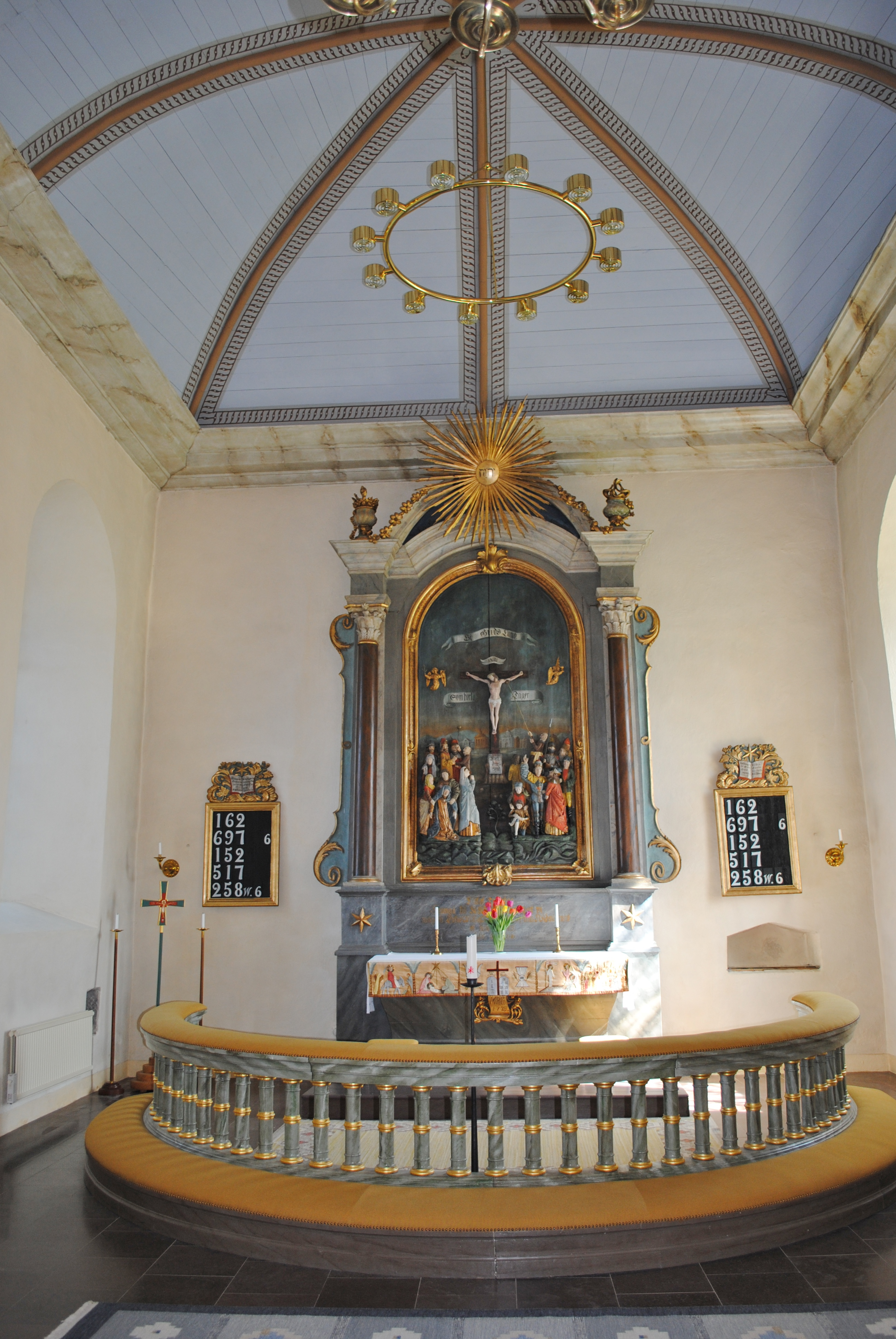
Koret
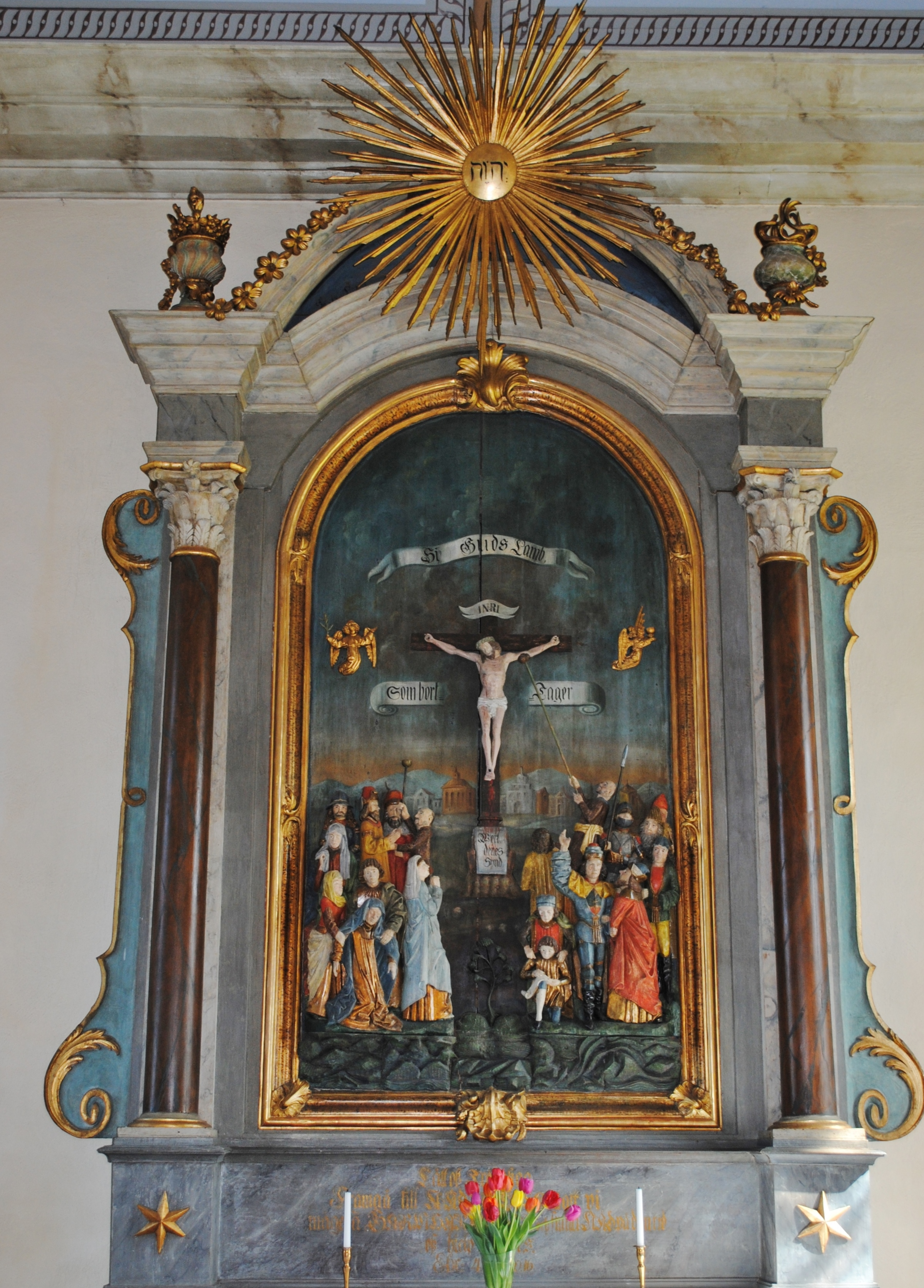
Altaruppställning
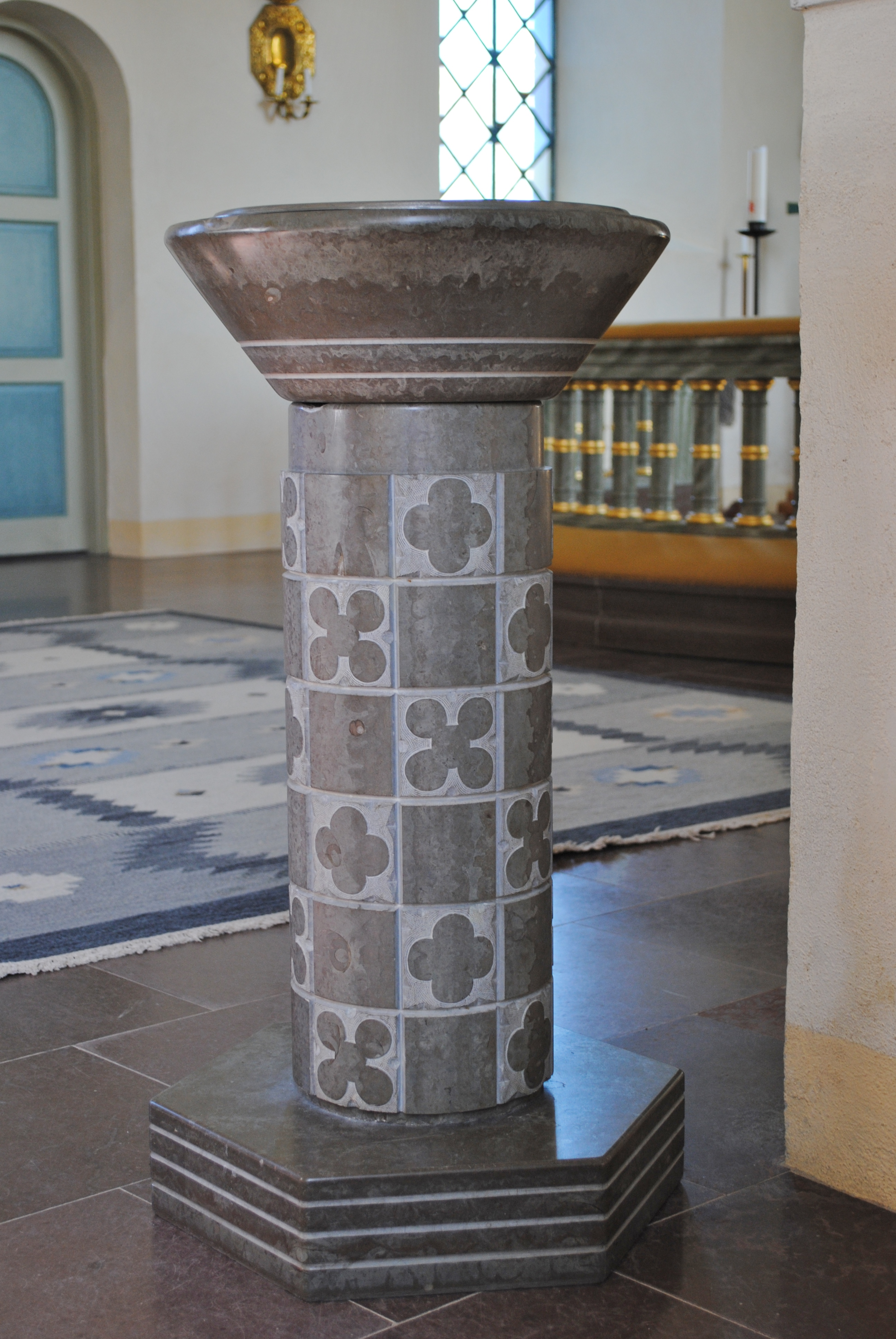
Dopfunten.
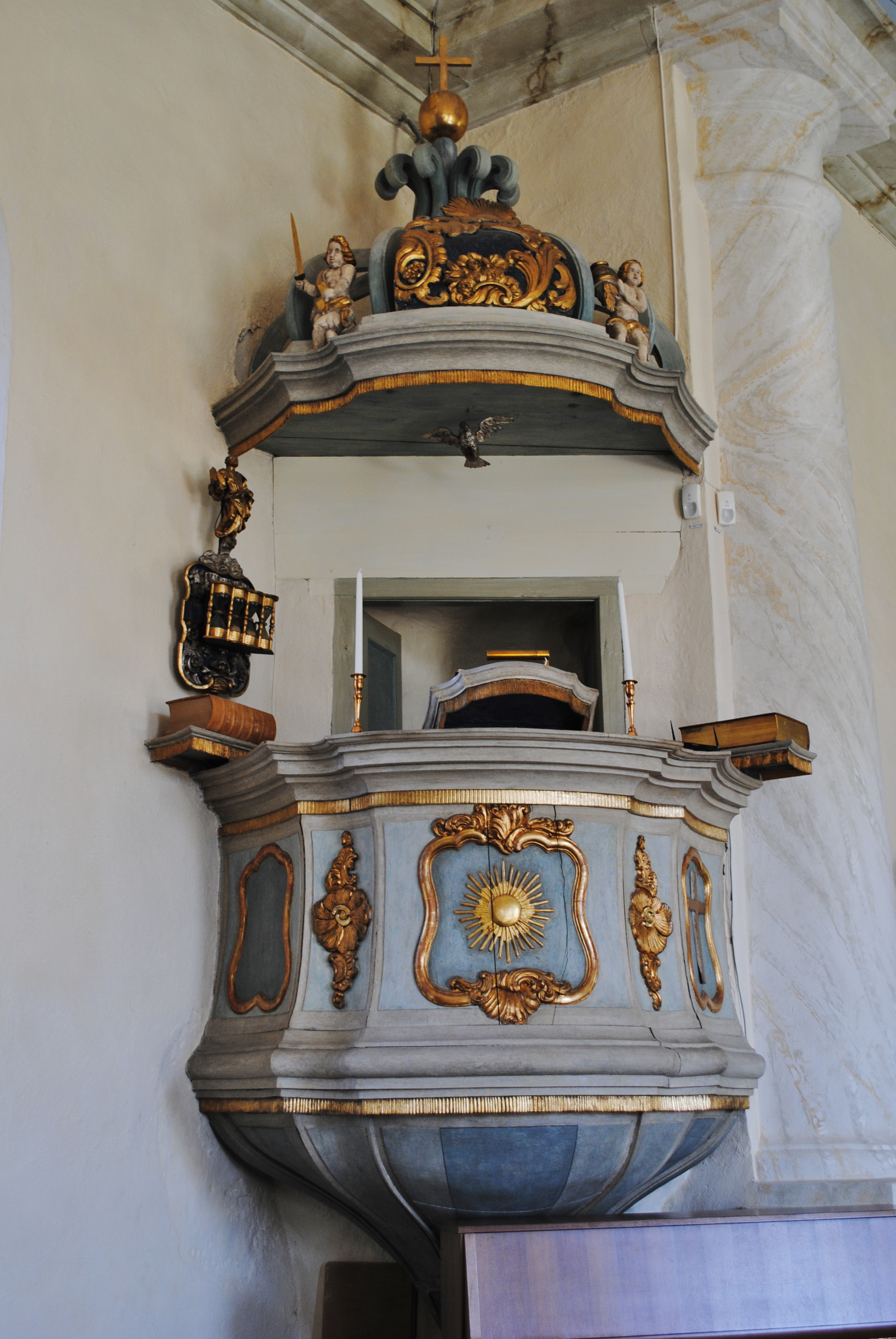
Predikstol i rokoko
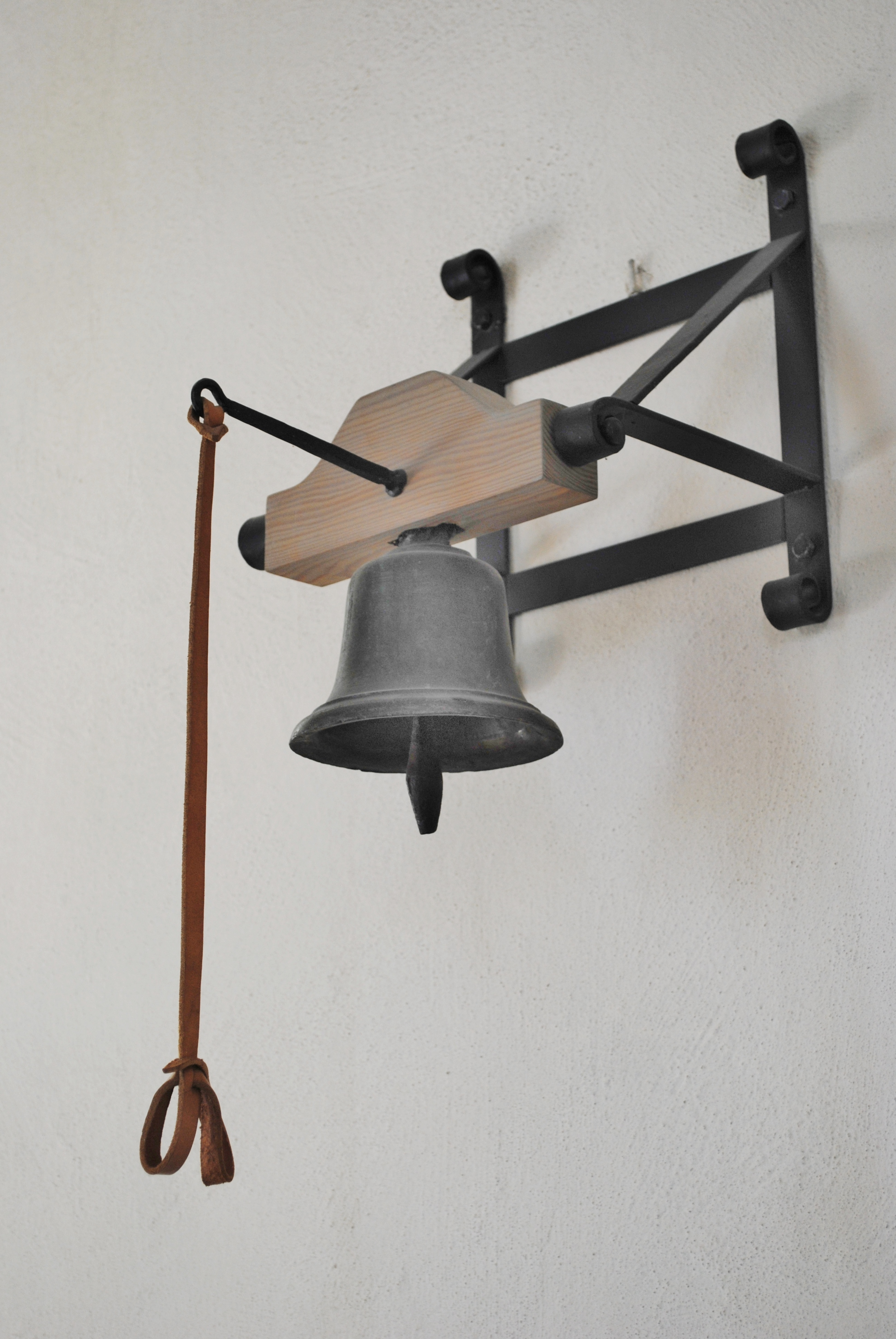
Primklocka
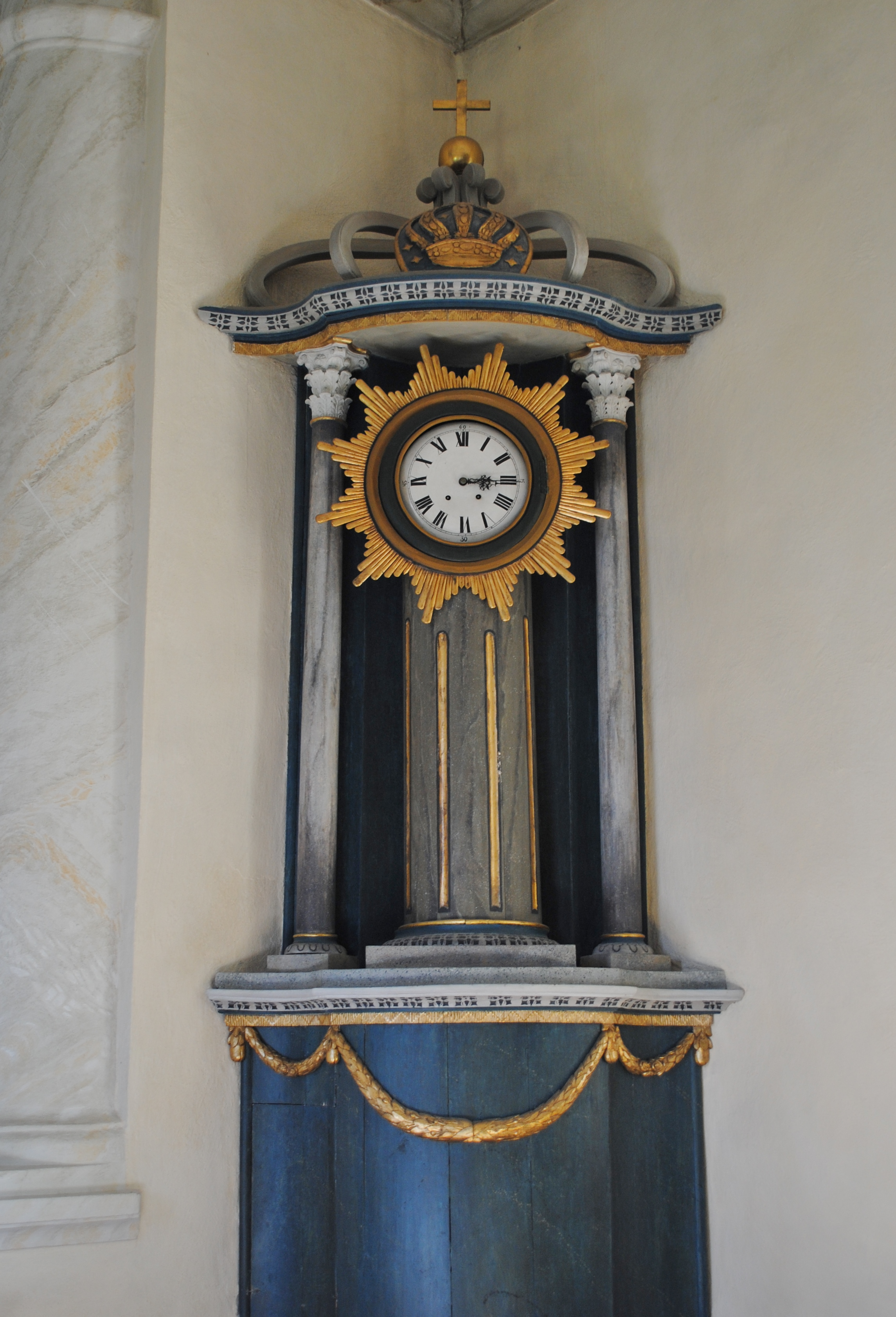
Golvur
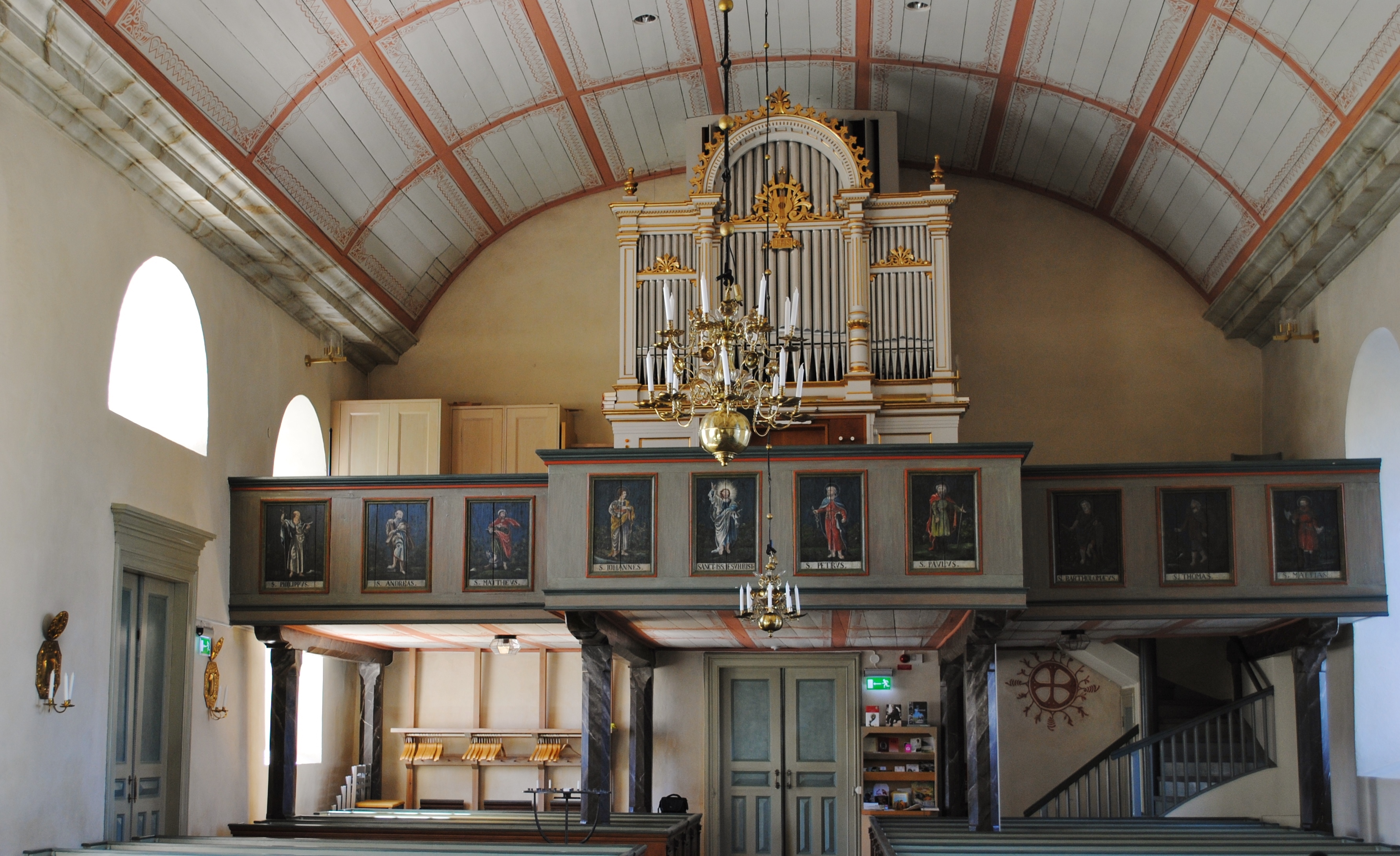
Orgelläktaren

## Orgel
- Kyrkans  första orgeln installerades  1745. Orgeln hade 8 stämmor.

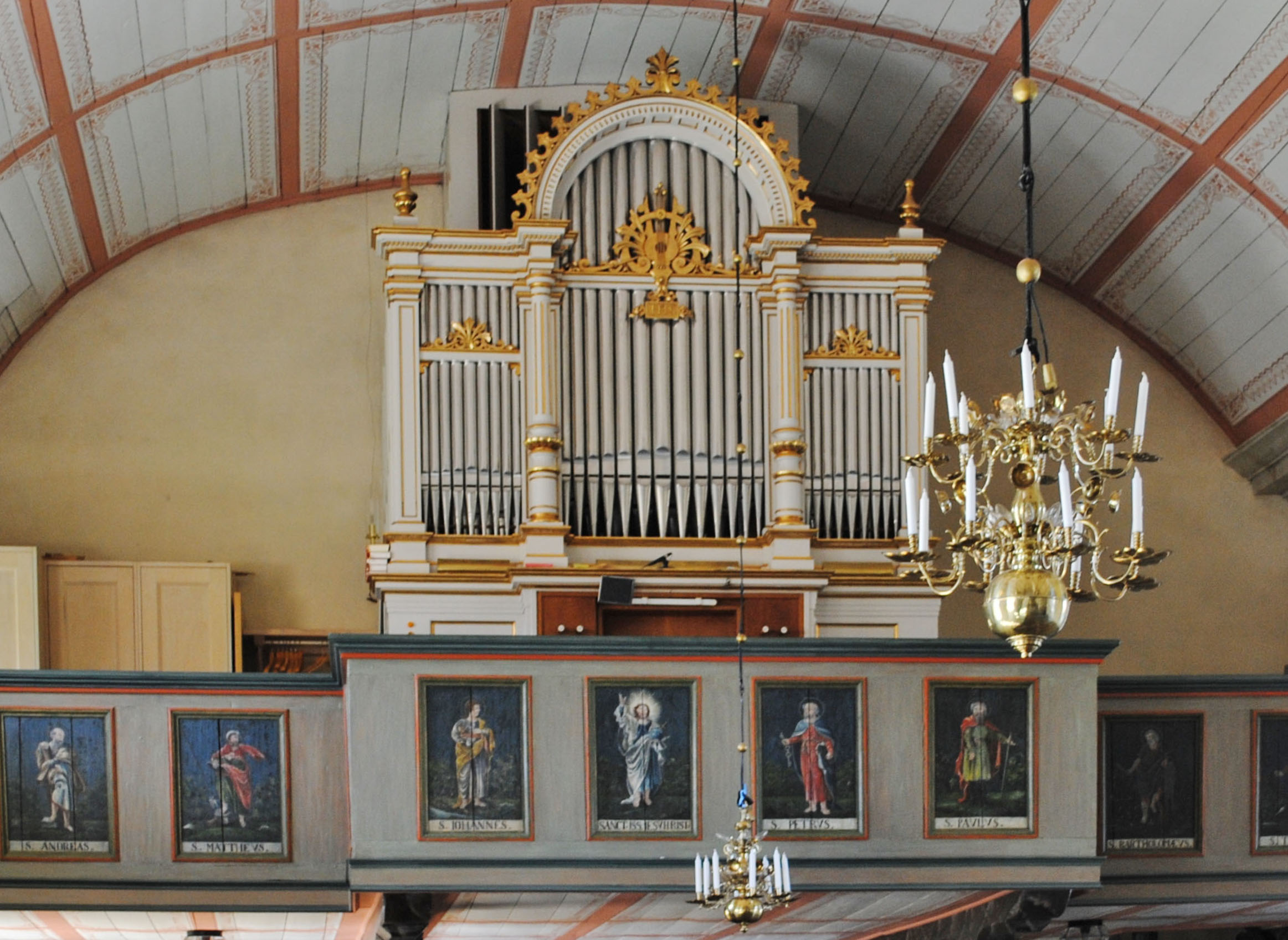
Läktarorgeln

- Den nuvarande orgeln och orgelfasaden som byggdes 1891 eller 1892 av orgelbyggaren E.A. Setterquist & Son, Örebro hade till en början tio stämmor.
- Vid renoveringen 1952-53 utökades registret med ytterligare tio stämmor. Detta arbete utfördes av orgelbyggare Frederiksborg Orgelbyggeri. Orgeln är mekanisk och den äldre fasaden användes.

| Huvudverk I   | Svällverk II      | Pedal      | Koppel   |
| Principal 8’  | Gedackt 8’        | Subbas 16’ | I/P      |
| Rörflöjt 8’   | Kvintadena 8’     | Oktava 8’  | II/P     |
| Oktava 4’     | Principal 4’      | Gedackt 8' | II/I     |
| Flöjt 4’      | Koppelflöjt 4’    | Oktava 4'  |          |
| Kvinta 2 2⁄3’ | Blockflöjt 2'     |            |          |
| Oktava 2’     | Oktava 1'         |            | II 16'/I |
| Mixtur 1 1⁄3  | Terscymbel 3 ch   |            |          |
| Trumpet 8'    | Krumhorn 8'       |            |          |
|               | Crescendosvällare |            |          |

### Tryckta  källor
- Våra kyrkor. Västervik: Klarkullen. 1200-talet. Libris 7794694. ISBN 91-971561-0-8
- Tore Johansson, red (1988). Inventarium över svenska orglar: 1988:II, Växjö stift. Tostared: Förlag Svenska orglar. Libris 4108784

### Webbkällor
- Historiska museet: bildvärld
- Riksantikvarieämbetet Mortorps kyrka
- Kalmar museum.Mortorps kyrka
- Wikimedia Commons har media som rör Mortorps kyrka.